# Денудация

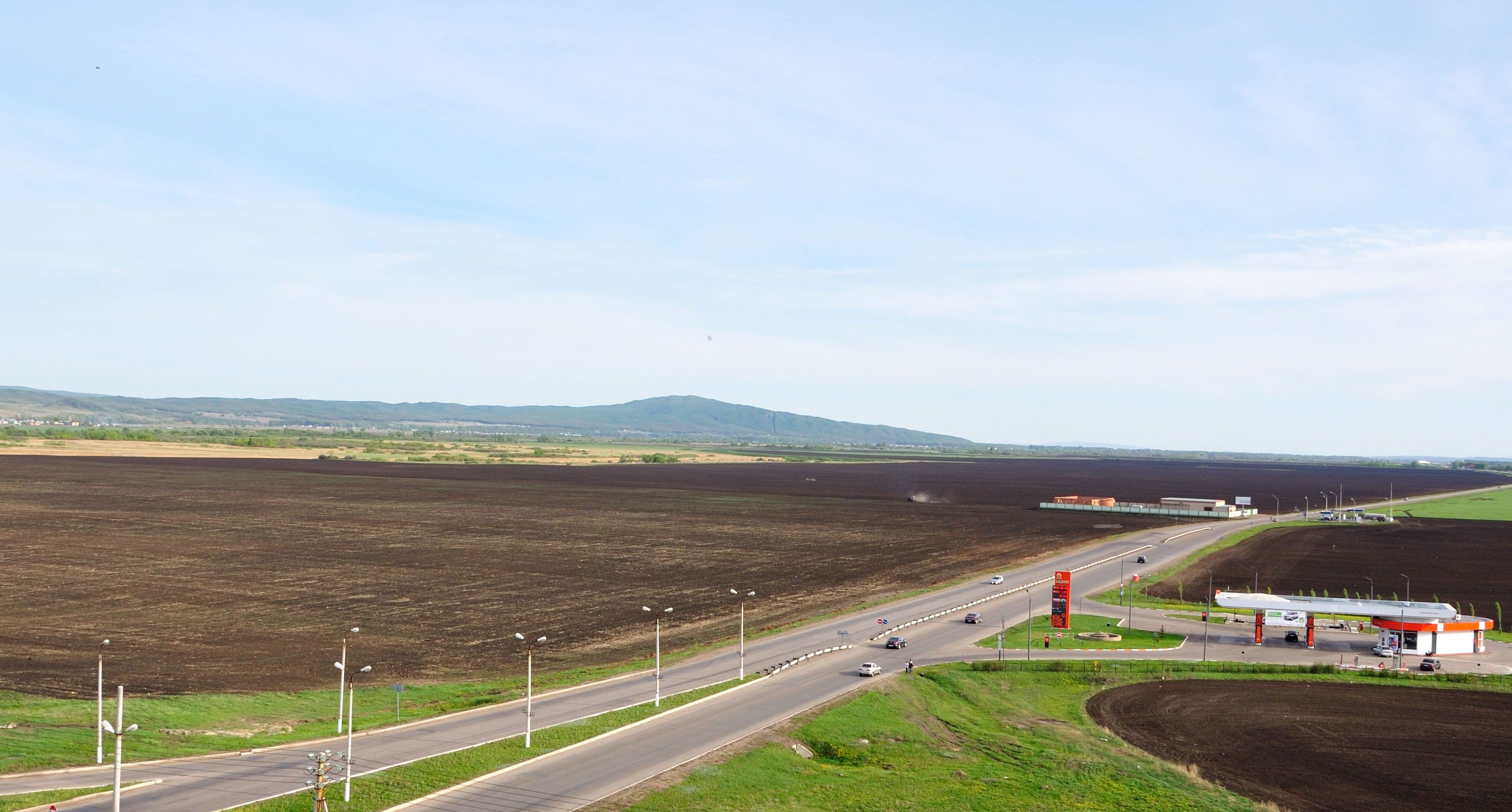
Прибельская увалисто-волнистая равнина

Денудация (от лат. denudatio — обнажение) — совокупность процессов разрушения горных пород и их переноса экзогенными процессами в пониженные участки земной поверхности, где происходит их накопление.

## Описание
На темпы и характер денудации большое влияние оказывают тектонические движения. От соотношения денудации и движений земной коры зависит направление развития рельефа суши. При преобладании процессов разрушения и денудации над эффектом тектонического поднятия происходит постепенное снижение абсолютных и относительных высот и общее нивелирование рельефа. Особенно быстро процесс идёт в горах, где большие уклоны земной поверхности способствуют сносу. В результате длительного преобладания процессов денудации целые горные страны могут быть полностью разрушены и превращены в волнистые денудационные равнины (пенеплены). Следствием денудации являются и другие денудационные поверхности — педименты, педиплены, предгорные лестницы.
Об интенсивности денудации можно в известной мере судить по количеству наносов, выносимых реками (до нескольких тысяч тонн в год).
Термин «денудация» употребляется иногда и в более узком смысле — для обозначения процессов перемещения продуктов выветривания горных пород водой (иногда только водой), ветром, льдом или под воздействием силы тяжести с более высоких уровней на более низкие.
Денудационные равнины — равнины, созданные под воздействием экзогенных процессов, в частности, выветривания, которое не стоит понимать буквально как работу ветра. Выветривание есть процесс разрушения горной породы химическими, физическими и прочими природными процессами и явлениями.
Примеры: На территории Республики Башкортостан в Предуралье на Бугульминско-Белебеевской возвышенности преобладает денудационный тип рельефа. Этот тип представлен также Прибельской увалисто-волнистой равниной, Уфимским плато, Зауральским плато. В процессе интенсивной денудации в раннем мезозое превращена в пенеплен горная система Урал.